# كولومبيا في دورة الألعاب البارالمبية الصيفية 2024
شاركت كولومبيا في الألعاب البارالمبية الصيفية 2024 في باريس، فرنسا، خلال الفترة من 28 آب إلى 8 أيلول 2024. تمثل هذه المشاركة الحادية عشرة للبلاد في الألعاب البارالمبية الصيفية منذ انطلاقتها.

## الحائزون على الميداليات
| الميدالية | الاسم                      | الرياضة     | الحدث                                  | التاريخ |
| --------- | -------------------------- | ----------- | -------------------------------------- | ------- |
| ذهبية     | خوسيه ليموس                | ألعاب القوى | رمي الرمح للرجال فئة F38               | 30 آب   |
| ذهبية     | إيريكا كاستانيو            | ألعاب القوى | رمي القرص للسيدات فئة F55              | 30 آب   |
| ذهبية     | كارين بالوميكي             | ألعاب القوى | سباق 100 متر للسيدات فئة T38           | 31 آب   |
| ذهبية     | جون أوباندو                | ألعاب القوى | سباق 400 متر للرجال فئة T20            | 3 أيلول |
| ذهبية     | إديلسون تشيكا لايدي تشيكا  | البوتشيا    | الفرق المختلطة الزوجي فئة BC4          | 5 أيلول |
| ذهبية     | ماوريسيو فالنسيا           | ألعاب القوى | دفع الكرة الحديدية للرجال فئة F34      | 7 أيلول |
| ذهبية     | كارين بالوميكي             | ألعاب القوى | سباق 400 متر للسيدات فئة T38           | 7 أيلول |
| فضية      | نيلسون كريسبين             | السباحة     | سباق 200 متر فردي متنوع للرجال فئة SM6 | 30 آب   |
| فضية      | نيلسون كريسبين             | السباحة     | سباحة الصدر 100 متر للرجال فئة SB6     | 1 أيلول |
| فضية      | إديلسون تشيكا              | البوتشيا    | فردي الرجال فئة BC4                    | 2 أيلول |
| فضية      | نيلسون كريسبين             | السباحة     | سباق الفراشة 50 متر للرجال فئة S6      | 3 أيلول |
| فضية      | ماوريسيو فالنسيا           | ألعاب القوى | رمي الرمح للرجال فئة F34               | 4 أيلول |
| فضية      | كارلوس سيرانو ساراتي       | السباحة     | سباق 50 متر حرة للرجال فئة S7          | 4 أيلول |
| فضية      | كارلوس سيرانو ساراتي       | السباحة     | سباق الفراشة 50 متر للرجال فئة S7      | 7 أيلول |
| برونزية   | كارلوس سيرانو ساراتي       | السباحة     | سباحة الصدر 100 متر للرجال فئة SB8     | 30 آب   |
| برونزية   | خوان كامباس                | ألعاب القوى | سباق 100 متر للرجال فئة T38            | 31 آب   |
| برونزية   | داريان فايسوري خيمينيث     | ألعاب القوى | سباق 100 متر للسيدات فئة T38           | 31 آب   |
| برونزية   | لايدي تشيكا                | البوتشيا    | فردي السيدات فئة BC4                   | 1 أيلول |
| برونزية   | خوان كامباس                | ألعاب القوى | سباق 400 متر للرجال فئة T38            | 3 أيلول |
| برونزية   | دييغو مينيسيس              | ألعاب القوى | رمي الرمح للرجال فئة F34               | 4 أيلول |
| برونزية   | خوسيه ليموس                | ألعاب القوى | الوثب الطويل للرجال فئة T38            | 4 أيلول |
| برونزية   | بويندر بيرموديز            | ألعاب القوى | سباق 400 متر للرجال فئة T13            | 5 أيلول |
| برونزية   | كارين بالوميكي             | ألعاب القوى | الوثب الطويل للسيدات فئة T38           | 5 أيلول |
| برونزية   | بولا أوسا                  | الدراجات    | سباق الطريق للسيدات فئة C4–5           | 6 أيلول |
| برونزية   | شيومارا سالدارياغا         | ألعاب القوى | رمي القرص للسيدات فئة F38              | 6 أيلول |
| برونزية   | خوان خوسيه بيتانكور كيروغا | الدراجات    | سباق الطريق للرجال فئة T1–2            | 7 أيلول |
| برونزية   | فابيو توريس                | رفع الأثقال | وزن 97 كغم للرجال                      | 7 أيلول |
| برونزية   | جون أوباندو                | ألعاب القوى | الوثب الطويل للرجال فئة T20            | 7 أيلول |

## المنافسون
وفيما يلي قائمة بأعداد المتنافسين في الألعاب: 
| رياضة                | الرجال | نحيف | المجموع |
| -------------------- | ------ | ---- | ------- |
| الرماية              | 1      | 1    | 2       |
| ألعاب القوى          | 14     | 14   | 28      |
| كرة القدم الخماسية   | 10     | —    | 10      |
| بوكيا                | 3      | 1    | 4       |
| ركوب الدراجات        | 3      | 2    | 5       |
| الباراترياثلون       | 1      | 0    | 1       |
| رفع الأثقال          | 2      | 3    | 5       |
| إطلاق نار            | 0      | 1    | 1       |
| سباحة                | 9      | 7    | 16      |
| تنس الكراسي المتحركة | 0      | 2    | 2       |
| المجموع              | 43     | 31   | 74      |

## الرماية
شاركت كولومبيا برامي واحد ورامية واحدة في الألعاب بفضل نتائجهما الفردية في دورة الألعاب البارابان الأمريكية 2023 في سانتياغو ، تشيلي .
| الرياضي / الرياضية        | الحدث                          | الجولة الترتيبية | دور الـ32                     | دور الـ16                    | ربع النهائي          | نصف النهائي | النهائي | الترتيب |
| ------------------------- | ------------------------------ | ---------------- | ----------------------------- | ---------------------------- | -------------------- | ----------- | ------- | ------- |
| هيكتور راميريز            | فردي الرجال – القوس الأولمبي   | 611 التصنيف: 16  | بلاس (غواتيمالا) فاز 6–4      | توكوليه (فرنسا) فاز 6–4      | سينغ (الهند) خسر 2–6 | —           | —       | 7       |
| ماريا داثا                | فردي السيدات – القوس الأولمبي  | 558 التصنيف: 14  | شيفتشينكو (أوكرانيا) خسرت 2–6 | —                            | —                    | —           | —       | =17     |
| هيكتور راميريز ماريا داثا | الفرق المختلط – القوس الأولمبي | 1169 التصنيف: 10 | —                             | سلوفينيا (سلوفينيا) خسرا 2–6 | —                    | —           | —       | =9      |

## ألعاب القوى
حقق رياضيو المضمار والميدان الكولومبيون أماكن الحصص للأحداث التالية بناءً على نتائجهم في بطولة العالم 2023 ، أو بطولة العالم 2024 ، أو من خلال تخصيص الأداء العالي، طالما أنهم يستوفون معيار الدخول الأدنى (MES).
أحداث المضمار والطريق
الرجال
| الرياضي              | الحدث           | التصفيات                                       | نصف النهائي | النهائي                               |
| -------------------- | --------------- | ---------------------------------------------- | ----------- | ------------------------------------- |
| جون أوباندو          | 400 متر فئة T20 | —                                              | —           | 48.09                                 |
| أندريس مالامبو       | 100 متر فئة T37 | 13.77 الترتيب: 11                              | —           | لم يتأهل                              |
|                      | 200 متر فئة T37 | لم يبدأ (DNS)                                  | —           | لم يتأهل                              |
| ييفيرسون سواريز      | 400 متر فئة T37 | 52.73 الترتيب: 8 تأهل (q)                      | —           | 52.49 الترتيب: 7                      |
| ياميل أكوستا         | 400 متر فئة T12 | 1:23.66 الترتيب: 9                             | —           | لم يتأهل                              |
| بويندر بيرموديز      | 400 متر فئة T13 | —                                              | —           | 48.83 (رقم قاري - AR)                 |
| سانتياغو سوليس       | 100 متر فئة T38 | —                                              | —           | 11.17 (أفضل رقم شخصي - PB) الترتيب: 6 |
| خوان كامباس          | 100 متر فئة T38 | —                                              | —           | 10.99 (أفضل رقم شخصي - PB)            |
|                      | 400 متر فئة T38 | —                                              | —           | 49.92 (أفضل رقم شخصي - PB)            |
| لويس فرناندو لارا    | 100 متر فئة T47 | 11.32 (أفضل رقم شخصي - PB) الترتيب: 13         | —           | لم يتأهل                              |
|                      | 400 متر فئة T47 | 48.96 (أفضل رقم شخصي - PB) الترتيب: 5 تأهل (Q) | —           | 46.68 (أفضل رقم شخصي - PB) الترتيب: 4 |
| فرانسيسكو سانكليمنتي | ماراثون فئة T54 | —                                              | —           | 1:46:27 الترتيب: 10                   |

نحيف
| الرياضية / الرياضي                   | الحدث            | التصفيات                                        | نصف النهائي                              | النهائي                     |
| ------------------------------------ | ---------------- | ----------------------------------------------- | ---------------------------------------- | --------------------------- |
| داريان فايسوري خيمينيث               | 100 متر فئة T38  | 12.70 (أفضل زمن موسمي - SB) الترتيب: 5 تأهل (Q) | —                                        | 12.53 (أفضل زمن موسمي - SB) |
|                                      | 400 متر فئة T38  | 1:06.60 الترتيب: 10                             | —                                        | لم تتأهل                    |
| ماريا أليخاندرا موريو                | 400 متر فئة T20  | 59.52 (أفضل زمن موسمي - SB) الترتيب: 11         | —                                        | لم تتأهل                    |
| فرانسي أوسوريو الدليل: ويليام هيغيرا | 1500 متر فئة T13 | —                                               | 4:40.70 (أفضل زمن موسمي - SB) الترتيب: 7 | —                           |
| يونس سالسيدو الدليل: نيفر رانخيل     | 400 متر فئة T11  | 1:00.03 الترتيب: 5 تأهل (Q)                     | 59.72 الترتيب: 4 تأهل (q)                | 1:00.15 الترتيب: 4          |
| أنجي بابون الدليل: لويس أريثالا      | 100 متر فئة T11  | لم تبدأ (DNS)                                   | —                                        | لم تتأهل                    |
|                                      | 200 متر فئة T11  | لم تبدأ (DNS)                                   | —                                        | لم تتأهل                    |
|                                      | 400 متر فئة T11  | لم تبدأ (DNS)                                   | —                                        | لم تتأهل                    |
| كارين بالوميكي                       | 100 متر فئة T38  | 12.45 (رقم قاري - AR) الترتيب: 1 تأهل (Q)       | —                                        | 12.26 (رقم عالمي - WR)      |
|                                      | 400 متر فئة T38  | 59.88 (رقم شخصي - PR) الترتيب: 1 تأهل (Q)       | —                                        | 58.67 (رقم عالمي - WR)      |

الأحداث الميدانية
الرجال
| الرياضي                     | الحدث                      | التصفيات | النهائي                              |
| --------------------------- | -------------------------- | -------- | ------------------------------------ |
| جون أوباندو                 | الوثب الطويل فئة T20       | —        | 7.38 (رقم قاري - AR)                 |
| ييفيرسون سواريز             | الوثب الطويل فئة T37       | —        | 5.71 (أفضل رقم شخصي - PB) الترتيب: 8 |
| ماوريسيو فالنسيا            | رمي الرمح فئة F34          | —        | 39.04 (رقم قاري - AR)                |
|                             | دفع الكرة الحديدية فئة F34 | —        | 11.71 (أفضل رقم موسمي - SB)          |
| دييغو مينيسيس               | رمي الرمح فئة F34          | —        | 37.17 (أفضل رقم موسمي - SB)          |
|                             | دفع الكرة الحديدية فئة F34 | —        | 10.63 الترتيب: 7                     |
| خوسيه ليموس                 | رمي الرمح فئة F38          | —        | 63.81 (رقم عالمي - WR)               |
|                             | الوثب الطويل فئة T38       | —        | 6.40 (أفضل رقم موسمي - SB)           |
| لويس فرناندو لوكومي فيليغاس | رمي الرمح فئة F38          | —        | 50.32 الترتيب: 5                     |
| أندريس فيليبي موسكيرا       | رمي القرص فئة F64          | —        | 57.59 الترتيب: 4                     |

النساء
| الرياضية               | الحدث                      | التصفيات                                        | النهائي                                 |
| ---------------------- | -------------------------- | ----------------------------------------------- | --------------------------------------- |
| ماريا أليخاندرا موريو  | الوثب الطويل فئة T20       | —                                               | 5.14 الترتيب: 11                        |
| كارين بالوميكي         | الوثب الطويل فئة T38       | —                                               | 4.99 (رقم قاري - AR)                    |
| يسيكا مونيوث           | دفع الكرة الحديدية فئة F40 | —                                               | 6.69 (أفضل رقم موسمي - SB) الترتيب: 10  |
| يسينيا ريستريبو        | رمي القرص فئة F11          | —                                               | 33.77 (أفضل رقم موسمي - SB) الترتيب: 6  |
| ياسيريس بلاندون        | رمي الرمح فئة F13          | —                                               | 26.55 (أفضل رقم موسمي - SB) الترتيب: 10 |
| ماييرلي بويتراجو أريزا | دفع الكرة الحديدية فئة F41 | —                                               | 9.39 الترتيب: 4                         |
|                        | رمي القرص فئة F41          | —                                               | لم تبدأ (DNS)                           |
| شيومارا سالدارياغا     | رمي القرص فئة F38          | —                                               | 38.36 (رقم قاري - AR)                   |
| إيريكا كاستانيو        | رمي القرص فئة F55          | —                                               | 26.70                                   |
|                        | رمي الرمح فئة F56          | 16.12 (أفضل رقم موسمي - SB) الترتيب: 4 تأهل (q) | 15.47 الترتيب: 12                       |
| ماريا هيناو            | رمي القرص فئة F38          | —                                               | 33.01 (أفضل رقم موسمي - SB) الترتيب: 8  |
|                        | دفع الكرة الحديدية فئة F37 | —                                               | 9.81 الترتيب: 8                         |
| يينيفر باريديث         | رمي القرص فئة F57          | —                                               | 30.12 (أفضل رقم شخصي - PB) الترتيب: 6   |

## كرة القدم للمكفوفين
تأهل فريق كرة القدم الكولومبي للرجال للمكفوفين إلى الألعاب البارالمبية بفضل وجوده بين أفضل ثلاث دول، لم تتأهل بعد، في دورة الألعاب العالمية IBSA 2023 في برمنغهام ، بريطانيا العظمى. 
ملخص
| فريق          | حدث          | مرحلة المجموعات   | مرحلة المجموعات   | مرحلة المجموعات  | مرحلة المجموعات | الدور نصف النهائي | النهائي / BM     | النهائي / BM |
| فريق          | حدث          | المعارضة نتيجة    | المعارضة نتيجة    | المعارضة نتيجة   | رتبة            | المعارضة نتيجة    | المعارضة نتيجة   | رتبة         |
| ------------- | ------------ | ----------------- | ----------------- | ---------------- | --------------- | ----------------- | ---------------- | ------------ |
| رجال كولومبيا | بطولة الرجال | اليابان · فوز 1–0 | الأرجنتين · د 0–0 | المغرب · فوز 1–0 | 1 س             | فرنسا · ل 0–1     | البرازيل · ل 0–1 | 4            |

مرحلة المجموعات 
| المركز | الفريق    | لُعب | فاز | تعادل | خسر | له | عليه | الفارق | النقاط | التأهل               |
| ------ | --------- | --- | --- | ----- | --- | -- | ---- | ------ | ------ | -------------------- |
| 1      | كولومبيا  | 3   | 2   | 1     | 0   | 2  | 0    | +2     | 7      | نصف النهائي          |
| 2      | الأرجنتين | 3   | 1   | 2     | 0   | 1  | 0    | +1     | 5      | —                    |
| 3      | المغرب    | 3   | 1   | 1     | 1   | 1  | 1    | 0      | 4      | مباراة المركز الخامس |
| 4      | اليابان   | 3   | 0   | 0     | 3   | 0  | 3    | −3     | 0      | مباراة المركز السابع |

 
١ أيلول ٢٠٢٤
الساعة ١١:٣٠
| الفريقان | النتيجة |
| -------- | ------- |
| اليابان  | 0–1     |

تقرير:
بيـريز ʼ٨
الملعب: ملعب برج إيفل، باريس
الحضور الجماهيري: ٨٬٩٠٠
الحكم: توم جوزيف دي بروين (بلجيكا)
٢ أيلول ٢٠٢٤
الساعة ١١:٣٠
| الفريقان  | النتيجة |
| --------- | ------- |
| الأرجنتين | 0–0     |

تقرير: —
الملعب: ملعب برج إيفل، باريس
الحضور الجماهيري: ٨٬٧٩٠
الحكم: خوسيه ألفريدو مارتينيز إيبارا (المكسيك)
٣ أيلول ٢٠٢٤
الساعة ١١:٣٠
| الفريقان | النتيجة |
| -------- | ------- |
| كولومبيا | 1–0     |

تقرير:
بيـريز ʼ٢٥
الملعب: ملعب برج إيفل، باريس
الحضور الجماهيري: ٨٬٨٩٠
الحكم: فرانسوا كاركويه (فرنسا)
نصف النهائي 
٥ أيلول ٢٠٢٤
الساعة ١٧:٣٠
| الفريقان | النتيجة |
| -------- | ------- |
| كولومبيا | 0–1     |

تقرير:
فيليرو ʼ٢٦
الملعب: ملعب برج إيفل، باريس
الحضور الجماهيري: ١١٬٦٣٠
الحكم: توم جوزيف دي بروين (بلجيكا)
مباراة الميدالية البرونزية 
٧ أيلول ٢٠٢٤
الساعة ١٧:٣٠
| الفريقان | النتيجة |
| -------- | ------- |
| كولومبيا | 0–1     |

تقرير:
جيفينيو ʼ٢٤
الملعب: ملعب برج إيفل، باريس
الحضور الجماهيري: ١١٬٦٧٩
الحكم: فرانسوا كاركويه (فرنسا)

## بوكيا
أدرجت كولومبيا اثنين من الرياضيين في دورة الألعاب البارالمبية، بعد أن تم ترشيحهما ضمن أفضل أربعة أزواج في فئة الزوجي المختلط BC4، وذلك عبر التصنيف العالمي النهائي.
| الرياضي / الرياضية        | الحدث                  | مباريات المجموعات                                                                        | ربع النهائي                 | نصف النهائي                | النهائي / مباراة المركز الثالث      | الترتيب |
| ------------------------- | ---------------------- | ---------------------------------------------------------------------------------------- | --------------------------- | -------------------------- | ----------------------------------- | ------- |
| خيسوس روميرو              | فردي الرجال فئة BC3    | جيونغ هـ.و (كوريا) خسر 2–12 غونسالفيش (البرتغال) خسر 2–4 تشوتشوينكلين (تايلاند) خسر 0–10 | لم يتأهل                    | —                          | —                                   | 15      |
| إديلسون تشيكا             | فردي الرجال فئة BC4    | أغاتشي (إسبانيا) فاز 4–2 ستريهارسكي (سلوفاكيا) فاز 4–1 كومار (كرواتيا) تعادل 3–3*        | غريساليس (كولومبيا) فاز 4–1 | كولينكو (أوكرانيا) فاز 3–1 | ماغواير (بريطانيا) خسر 5–8          | —       |
| أوكليدس غريساليس          | —                      | نيكولاي (ألمانيا) فاز 11–0 علام (مصر) فاز 9–5 لاربيين (تايلاند) فاز 5–1                  | تشيكا (كولومبيا) خسر 1–4    | لم يتأهل                   | —                                   | 6       |
| لايدي تشيكا               | فردي السيدات فئة BC4   | مايو (إسبانيا) فازت 4–2 أرامباسيتش (كرواتيا) فازت 9–1 ميتزو (اليونان) فازت 10–3          | ليفين (كندا) فازت 3–2       | لين (الصين) خسرت 3–4       | مات سليم (ماليزيا) فازت 7–1         | —       |
| إديلسون تشيكا لايدي تشيكا | الزوجي المختلط فئة BC4 | ماليزيا فازا 5–2 أوكرانيا تعادلا 3–3*                                                    | —                           | الصين فازا 7–3             | تايلاند فازا 4–1 هونغ كونغ فازا 6–1 | —       |

ملاحظة:
الرمز * يشير إلى خسارة عبر كسر التعادل.

Q = تأهل إلى الدور التالي.

## ركوب الدراجات
أدرجت كولومبيا اثنين من راكبي الدراجات البارالمبيين (واحد من كل جنس) بعد أن أنهت التصنيف كأعلى دولة مؤهلة في تصنيفات تخصيص الدول للاتحاد الدولي للدراجات لعام 2022.
| الرياضي                     | الحدث            | الوقت    | رتبة   |
| --------------------------- | ---------------- | -------- | ------ |
| كارلوس فارغاس               | سباق طريق C4-5   | DNS      | DNS    |
| كارلوس فارغاس               | تجربة الزمن C5   | DNF      | DNF    |
| إدوين فابيان ماتيز رويز     | سباق طريق C4-5   | –1 LAP   | 21     |
| خوان خوسيه بيتانكورت كيروجا | سباق طريق T1-2   | 1:17:09  | الثالث |
| خوان خوسيه بيتانكورت كيروجا | تجربة زمنية T1-2 | 25:06.46 | 7      |

| رياضي           | حدث                | وقت      | رتبة   |
| --------------- | ------------------ | -------- | ------ |
| دانييلا مونيفار | سباق الطريق C1–3   | 1:45:44  | 10     |
| دانييلا مونيفار | سباق ضد الزمن C1–3 | 23:29.46 | 10     |
| باولا أوسا      | سباق الطريق C4–5   | 1:54:44  | الثالث |
| باولا أوسا      | سباق الزمن C5      | 22:48.31 | 7      |

| الرياضي                 | الحدث              | التصفيات                    | النهائي  |
| ----------------------- | ------------------ | --------------------------- | -------- |
|                         |                    | الزمن: 4:33.077 الترتيب: 10 | لم يتأهل |
| كارلوس فارغاس           | المطاردة فئة C5    |                             |          |
| إدوين فابيان ماتيز رويز | ضد الساعة فئة C4-5 | الزمن: 1:05.703 الترتيب: 9  | لم يتأهل |
| إدوين فابيان ماتيز رويز | المطاردة فئة C5    | الزمن: 4:38.993 الترتيب: 11 | لم يتأهل |

| الرياضية        | الحدث                     | التصفيات                   | النهائي  |
| --------------- | ------------------------- | -------------------------- | -------- |
| دانييلا مونيفار | المطاردة الفردية فئة C1–3 | الزمن: 4:14.667 الترتيب: 8 | لم تتأهل |
| بولا أوسا       | المطاردة فئة C5           | الزمن: 3:49.837 الترتيب: 6 | لم تتأهل |

| الرياضية        | الحدث                     | التصفيات                   | النهائي  |
| --------------- | ------------------------- | -------------------------- | -------- |
| دانييلا مونيفار | المطاردة الفردية فئة C1–3 | الزمن: 4:14.667 الترتيب: 8 | لم تتأهل |
| بولا أوسا       | المطاردة فئة C5           | الزمن: 3:49.837 الترتيب: 6 | لم تتأهل |

## الباراترياثلون
| الرياضي              | الحدث    | السباحة (750 م) | الانتقال 1 | الدراجة (20 كم) | الانتقال 2 | الجري (5 كم) | الزمن الإجمالي | الترتيب      |
| -------------------- | -------- | --------------- | ---------- | --------------- | ---------- | ------------ | -------------- | ------------ |
| خوان إستيبان باتينيو | فئة PTS2 | 12:31           | 1:32       | 37:57           | 1:20       | 21:30        | 1:14:50        | مستبعد (DSQ) |

| الرياضي     | الحدث     | المحاولات (كغ) | النتيجة (كغ) | الترتيب |
| ----------- | --------- | -------------- | ------------ | ------- |
|             |           | 1              | 2            | 3       |
| فابيو توريس | وزن 97 كغ | 225            | 228          | 235     |
| إغلاين مينا | +107 كغ   | 232 LC         | 236 LC       | 237 LC  |

| الرياضي           | الحدث     | المحاولات (كغ) | النتيجة (كغ) | الترتيب |
| ----------------- | --------- | -------------- | ------------ | ------- |
|                   |           | 1              | 2            | 3       |
| كريستينا بوبلادور | وزن 41 كغ | 100            | 102          | 105     |
| آنا لوسيا بينتو   | وزن 61 كغ | 113            | 117          | 118 LC  |
| بيرتا فرنانديز    | وزن 67 كغ | 126            | 131          | 134     |

## إطلاق نار
لأول مرة، شاركت كولومبيا بلاعب بارا رماية واحد، بعد أن حصلت على حصة تأهيلية في الفعاليات التالية بفضل أفضل نتائجه في كأس العالم للأعوام 2022 و2023 و2024، وبطولتي العالم لعامي 2022 و2023، ودورة الألعاب البارالمبية الأمريكية لعام 2023، وذلك بشرط تحقيق الحد الأدنى من الدرجات التأهيلية.
| الرياضي        | الحدث                                       | التصفيات | النهائي |
| -------------- | ------------------------------------------- | -------- | ------- |
|                |                                             | النقاط   | الترتيب |
| ماريا ريستريبو | R3 بندقية ضغط هواء من وضع الانبطاح 10 م SH1 | 629.4    | 25      |
|                | R6 بندقية منبطحة 50 م SH1                   | 610.6    | 29      |

## سباحة
كما ضمنت كولومبيا أربع حصص في بطولة العالم للسباحة البارالمبية لعام 2023، بعد إنهاء السباقات في أحد المركزين الأول أو الثاني ضمن الفئات المعتمدة في الألعاب البارالمبية.
| الرياضي              | الحدث                     | التصفيات | النهائي |
| -------------------- | ------------------------- | -------- | ------- |
|                      |                           | النتيجة  | الترتيب |
| نيلسون كريسبين       | 100 متر سباحة حرة – S6    | 1:08.70  | 7 Q     |
|                      | 100 متر سباحة صدر – SB6   | 1:20.70  | 2 Q     |
|                      | 50 متر فراشة – S6         | 31.50    | 1 Q     |
|                      | 200 متر متنوع فردي – SM6  | 2:42.23  | 2 Q     |
| خوان إستيبان غارسيا  | 200 متر سباحة حرة – S14   | 1:57.14  | 4 Q     |
|                      | 100 متر سباحة ظهر – S14   | 1:02.69  | 11      |
| دانييل جيرالدو كوريا | 100 متر سباحة حرة – S12   | 57.53    | 12      |
|                      | 100 متر سباحة ظهر – S12   | 1:09.98  | 12      |
|                      | 100 متر فراشة – S12       | 1:03.94  | 12      |
| لايدر ليموس          | 100 متر سباحة صدر – SB11  | 1:18.13  | 5 Q     |
| كيفين مورينو         | 200 متر سباحة حرة – S5    | 2:59.71  | 11      |
|                      | 50 متر سباحة ظهر – S5     | 41.73    | 11      |
| دافيد ريندون         | 100 متر سباحة حرة – S6    | 1:10.12  | 8 Q     |
|                      | 400 متر سباحة حرة – S6    | 5:23.57  | 8 Q     |
|                      | 100 متر سباحة صدر – SB6   | 1:28.50  | 11      |
|                      | 200 متر متنوع فردي – SM6  | 2:55.60  | 9 R     |
| ميغيل أنخيل رينكون   | 200 متر سباحة حرة – S5    | 3:00.67  | 12      |
|                      | 100 متر سباحة صدر – SB4   | 1:47.20  | 6 Q     |
| كارلوس سيرانو زاراتي | 50 متر سباحة حرة – S7     | 28.12    | 3 Q     |
|                      | 50 متر فراشة – S7         | 29.43    | 1 Q     |
|                      | 100 متر سباحة صدر – SB8   | 1:12.12  | 4 Q     |
|                      | 200 متر متنوع فردي – SM7  | 2:43.80  | 7 Q     |
| برايان تريانا        | 50 متر سباحة حرة – S11    | 28.59    | 13      |
|                      | 200 متر متنوع فردي – SM11 | —        | —       |
|                      | 100 متر سباحة صدر – SB11  | 1:21.80  | 8 Q     |

| الرياضي                         | الحدث                    | التصفيات | النهائي  |
| ------------------------------- | ------------------------ | -------- | -------- |
|                                 |                          | النتيجة  | الترتيب  |
| ماريا باريرا زاباتا             | 50 متر سباحة حرة – S10   | 28.35    | 9 R      |
|                                 | 100 متر سباحة حرة – S10  | 1:02.39  | 8 Q      |
|                                 | 400 متر سباحة حرة – S10  | 5:00.09  | 10 R     |
|                                 | 100 متر فراشة – S10      | 1:11.38  | 10 R     |
| لورا كارولينا غونزاليس رودريغيز | 100 متر سباحة ظهر – S8   | 1:27.94  | 13       |
|                                 | 100 متر فراشة – S8       | 1:19.13  | 9 R      |
|                                 | 200 متر متنوع فردي – SM8 | 3:06.85  | 14       |
| ماريانا غيريرو                  | 50 متر سباحة حرة – S6    | 36.25    | 9 R      |
|                                 | 50 متر فراشة – S6        | 41.30    | 11       |
| غابرييلا أوفييدو                | 50 متر سباحة ظهر – S5    | 51.69    | 15       |
|                                 | 100 متر سباحة صدر – SB4  | DSQ      | لم تتأهل |
|                                 | 200 متر متنوع فردي – SM5 | 3:55.01  | 8 Q      |
| غيسيل برادا                     | 100 متر سباحة صدر – SB7  | 1:44.51  | 7 Q      |
| زارِث رودريغيز                   | 50 متر فراشة – S7        | 37.74    | 8 Q      |
|                                 | 200 متر متنوع فردي – SM7 | 3:15.48  | 10 R     |
| سارا فارغاس بلانكو              | 100 متر سباحة حرة – S7   | 1:13.97  | 8 Q      |
|                                 | 50 متر فراشة – S7        | 37.24    | 6 Q      |
|                                 | 200 متر متنوع فردي – SM7 | 3:10.43  | 8 Q      |

## تنس الكراسي المتحركة
| الرياضي                       | الحدث | دور الـ64 | دور الـ32 | دور الـ16               | ربع النهائي        | نصف النهائي        | النهائي / مباراة البرونزية | الترتيب      |
| ----------------------------- | ----- | --------- | --------- | ----------------------- | ------------------ | ------------------ | -------------------------- | ------------ |
|                               |       | الخصم     | النتيجة   | الخصم                   | النتيجة            | الخصم              | النتيجة                    | الخصم        |
| أنخليكا بيرنال                | فردي  | —         | —         | ديروليد (فرنسا)         | ف 6–3، 6–1         | تاكامورو (اليابان) | ف 6–2، 6–1                 | وانغ (الصين) |
| زولينّي رودريغيز               | فردي  | —         | —         | كابريانا (تشيلي)        | خ 3–6، 1–6         | لم تتأهل           | —                          | —            |
| أنخليكا بيرنالزولينّي رودريغيز | زوجي  | —         | —         | شاستو / ديروليد (فرنسا) | ف 6–2، 4–6، [11–9] | قوه / وانغ (الصين) | خ 1–6، 4–6                 | لم تتأهل     |